# Nantigiri
Nantigiri is een bestuurslaag in het regentschap Lahat van de provincie Zuid-Sumatra, Indonesië. Nantigiri telt 1277 inwoners (volkstelling 2010).